# Lachapelle-sous-Gerberoy

Lachapelle-sous-Gerberoy este o comună în departamentul Oise, Franța. În 1 ianuarie 2022 avea o populație de 159 de locuitori.